# World Football Challenge 2011
World Football Challenge 2011 — международный футбольный клубный турнир между командами из Европы и Северной Америки, который проходил с 13 июля по 6 августа. Все матчи были сыграны на нейтральных полях в США и Канаде. Победителем World Football Challenge 2011 стал испанский клуб «Реал Мадрид».

## Результаты матчей

### Таблица
| Команда           | И | В | ВПен | П | ППен | ГЗ | ГП | РМ | Очк |
| ----------------- | - | - | ---- | - | ---- | -- | -- | -- | --- |
| Реал Мадрид       | 3 | 3 | 0    | 0 | 0    | 9  | 2  | +7 | 17  |
| Манчестер Юнайтед | 3 | 3 | 0    | 0 | 0    | 9  | 3  | +6 | 17  |
| Манчестер Сити    | 3 | 2 | 1    | 0 | 0    | 5  | 2  | +3 | 13  |
| Ювентус           | 3 | 2 | 0    | 1 | 0    | 3  | 2  | +1 | 9   |
| Барселона         | 3 | 1 | 0    | 2 | 0    | 4  | 2  | -2 | 7   |
| Гвадалахара       | 3 | 1 | 0    | 2 | 0    | 4  | 5  | −1 | 6   |
| Запад MLS2        | 3 | 0 | 0    | 2 | 1    | 3  | 7  | −4 | 4   |
| Восток MLS1       | 3 | 0 | 0    | 3 | 0    | 3  | 9  | −6 | 3   |
| Америка           | 3 | 0 | 0    | 2 | 0    | 0  | 5  | −5 | 0   |

Цвета: Зелёный = победитель

Источник: World Football Challenge Standings
«Спортинг (Лиссабон)» провёл лишь один матч и в таблицу включён не был.
1Восточная конференция MLS представлена клубами «Нью-Инглэнд Революшн», «Филадельфия Юнион» и «Чикаго Файр»
2Западная конференция MLS представлена клубами «Ванкувер Уайткэпс» и «Лос-Анджелес Гэлакси»

## Матчи
| Нью-Инглэнд Революшн | 1:4     | Манчестер Юнайтед                   |
| -------------------- | ------- | ----------------------------------- |
| Мансалли 56′         | (отчёт) | Оуэн 51′ · Македа 54′ 61′ · Пак 80′ |

| Америка | 0:2     | Манчестер Сити                   |
| ------- | ------- | -------------------------------- |
|         | (отчёт) | Макгиверн 17′ · Райт-Филлипс 27′ |

| Лос-Анджелес Гэлакси | 1:4     | Реал Мадрид                                           |
| -------------------- | ------- | ----------------------------------------------------- |
| Кристман 67′         | (отчёт) | Кальехон 31′ · Хоселу 40′ · Роналду 53′ · Бензема 58′ |

| Ванкувер Уайткэпс | 1:2     | Манчестер Сити                  |
| ----------------- | ------- | ------------------------------- |
| Камило 30′        | (отчёт) | Гвидетти 68′ · Райт-Филлипс 84′ |

| Гвадалахара | 0:3     | Реал Мадрид                |
| ----------- | ------- | -------------------------- |
|             | (отчёт) | Роналду 73′ 76′ (пен.) 82′ |

| Чикаго Файр | 1:3     | Манчестер Юнайтед                |
| ----------- | ------- | -------------------------------- |
| Гиббс 13′   | (отчёт) | Руни 66′ · Рафаэл 75′ · Нани 82′ |

| Ювентус        | 1:2     | Спортинг      |
| -------------- | ------- | ------------- |
| Дель Пьеро 80′ | (отчёт) | Джало 13′ 36′ |

| Филадельфия Юнион | 1:2     | Реал Мадрид             |
| ----------------- | ------- | ----------------------- |
| М. Фарфан 80′     | (отчёт) | Кальехон 2′ · Озиль 11′ |

| Лос-Анджелес Гэлакси                                                                    | 1:1     | Манчестер Сити                                                                         |
| --------------------------------------------------------------------------------------- | ------- | -------------------------------------------------------------------------------------- |
| Маги 53′                                                                                | (отчёт) | Балотелли 20′ (пен.)                                                                   |
| Пенальти                                                                                |         |                                                                                        |
| Кит · Берчелл · Жуниньо · Данивэнт · Стивенс · Макбин · Гонсалес · Маккарти · Делагарса | 6:7     | Милнер · Вайсс · Суарес · Коларов · Гвидетти · Лескотт · де Йонг · Райт-Филлипс · Харт |

| Ювентус      | 1:0     | Америка |
| ------------ | ------- | ------- |
| Паскуато 42′ | (отчёт) |         |

| Ювентус         | 1:0     | Гвадалахара |
| --------------- | ------- | ----------- |
| Квальярелла 12′ | (отчёт) |             |

| Барселона         | 1:2     | Манчестер Юнайтед   |
| ----------------- | ------- | ------------------- |
| Т. Алькантара 70′ | (отчёт) | Нани 22′ · Оуэн 76′ |

| Барселона | 1:4     | Гвадалахара                                    |
| --------- | ------- | ---------------------------------------------- |
| Вилья 3′  | (отчёт) | Фабиан 60′ 63′ · Касильяс 72′ · Вердуско 90+3′ |

| Барселона             | 2:0     | Америка |
| --------------------- | ------- | ------- |
| Вилья 24′ · Кейта 90′ | (отчёт) |         |